# Kokinisto
Kokinisto is een Griekse benaming voor stoofgerechten met lams- of rundvlees in een saus van tomaten, azijn of wijn en kruiden. In de saus worden vaak groenten zoals okra, courgette, bonen, erwten of aubergines meegestoofd.